# Prosops pedisequa
Prosops pedisequa är en insektsart som beskrevs av Buckton 1893. Prosops pedisequa ingår i släktet Prosops och familjen kilstritar. Inga underarter finns listade i Catalogue of Life.